# Eddy Díaz
Eddy Javier Díaz (29 de septiembre de 1971; Barquisimeto, Lara, Venezuela) es un exjugador de béisbol venezolano. Jugó como segunda base diestro en la Major League Baseball con los Milwaukee Brewers en 1997.
En su temporada con los Brewers, Díaz conectó 11 hits en 50 turnos, para un average de .220, con siete carreras impulsadas, cuatro anotadas, dos dobles y un triple en 16 juegos.
Luego de su corta aparición en Grandes Ligas, Díaz jugó en la Central League de Japón y en la Korea Baseball Organization.

## LVBP
Con 19 años, debutó con los Navegantes del Magallanes en la Liga Venezolana de Béisbol Profesional, durante la temporada 1990-91. En la 1991-92 ganó el premio a Novato del Año, y en la 1995-96 y 1998-99 ganó el Guante de Oro como 2B y 3B respectivamente. Dichos logros los alcanzó con Magallanes, equipo con el que jugaría hasta la 2005-06. Tras trece temporadas con los turcos, Díaz pasó en la 2006-07 a Pastora de Los Llanos, para posteriormente retirarse en la 2007-08 con los Cardenales de Lara.
En su historial en liga, ganó tres campeonatos con los Navegantes del Magallanes (1993-94, 1995-96 y 1996-97). Además, en calidad de refuerzo, ganó el campeonato de la temporada 2004-05 con los Tigres de Aragua, donde ganó el premio a Jugador Más Valioso de la Final.